# ニューヨーク市地下鉄R62形電車
ニューヨーク市地下鉄R62形電車はアメリカ合衆国・ニューヨーク市地下鉄で使用されている通勤形電車。
この電車は製造メーカーの違いにより R62形 と R62A形 の2種類に分けられるが、ほぼ共通なため本項で一括して取り扱う。

## 概要
老朽化の進む旧型車両置き換えのため、日本・川崎重工業（現川崎車両）で製造された R62形 とカナダ・ボンバルディア（現：ボンバルディア・トランスポーテーション）で製造された R62A形 からなるグループである。ともにニューヨーク市地下鉄Aディビジョンの車両で初めてのステンレス車体（SUS304）かつ冷房車であり、Bディビジョンを含めても日系およびカナダ系メーカーへの発注は初めてであった。日本の兵庫工場で作られた R62形 の最初のグループは1983年10月にニュージャージー州ニューアーク港に陸揚され、その後順次4号線に投入されて1985年8月までに5両編成65本（325両）すべてが投入された。R62A形 は1985年から87年にかけて5両編成165本（825両）が投入された。

## 車体外観
ステンレス製16 m級で片側3つの両開きドアを持つ通勤型の車体である。ステンレスの採用は錆びにくいことや、塗料が乗りにくいため、当時同地下鉄において深刻な問題となっていた、車体への違法なグラフィティ（落書き）を防ぐことによるメンテナンスフリーを目的とした。当初は全ての車両に運転台を設け、故障が起きた場合も柔軟に編成を組みかえることが出来ることを目標としていたが、整備コスト削減のために後に固定編成 (3両または5両) 化されている。ただし、緊急時に備えて運転台は存置されている。
客用案内装置として車外スピーカーを搭載する。

## 内装
座席に凹凸をつけて定員での利用を促すこと、また軽量で整備が簡単になること、いたずらによるシート切りの被害を防ぐことができることなどといった利点から、FRP製のバケットシートを採用したものの、従来のベンチシートに比べて定員が少なくなるので苦情が発生。このため、のちに一部はベンチシートに交換されたものの、大半はバケットシートのまま存置されている。

## 運転・走行機器
電装品はR62形はゼネラル・エレクトリック（GE）のものを、R62A形 はウェスティングハウス・エレクトリックのものを搭載。主電動機を駆動させる機構部分については、新製当時はゼネラル・エレクトリックのものを採用していたが、いくつかの車両はアドトランツのものに交換している。

## 編成例
5両編成
通常は2編成ユニットで運転されるため、単体での運転はない。
3両編成
42丁目シャトルのみで使用される。

## 事故
1991年8月28日に4号線の南行列車が14丁目-ユニオンスクエア駅構内で急行線から緩行線に転線しようとした際に脱線、地下線内であったために壁に激突して車両は大破した。原因は15km/h制限の分岐器を60km/hで通過しようとしたことによる。事故当時運転士は飲酒により意識が朦朧としていた。この事故で5人が死亡、数十人が負傷し、5両（1435、1436、1437、1439、1440）が廃車になった。また、比較的軽傷だった1438に関しては中間電動車から制御電動車への改造を施している。
1994年12月21日にはコンピュータ・アナリストのエドワード・J・リアリーがIRTレキシントン・アベニュー線フルトン・ストリート駅で満員の4号線列車の車内に放火する事件があった。この事件で 1391 は内装が焼損したが修理を受け運用に戻った。
その3年ほど後の1998年2月3日には回送中の 1391–1395 が239丁目車庫で別の回送列車（ニューヨーク市地下鉄R33形電車）に追突される事故が起きた。5両ともアンチクライマーが破損したが、修理のうえ運用に復帰している。1391 は2回連続で事故に遭う不運な車両になってしまった。
また、2000年10月25日にはIRTジェローム・アベニュー線フォーダム・ロード駅構内で回送列車同士の追突事故が発生した。幸い死傷者は出なかった。この事故で 1366、1369、1370 の3両が廃車になり、1369 および 1370 の破損部分は2005年にスクラップにされた。また、1366 および 1370の破損しなかった部分はニューヨーク市消防局の訓練センターに譲渡された。残った 1367 と 1368 は 1991年の14丁目-ユニオン・スクエア駅での脱線事故で廃車になった 1436 とともに、2008年2月に廃車されたのち人工魚礁として海中投棄処分された。

## 現況
R62形
主に4号線で活躍していたが、1999年より R142A の投入で3号線へ転属している。事故により10両が廃車になっており、現在使用されている車両は315両となっている。
R62A形
5両編成は1号線と6号線で、3両編成は42丁目シャトルで使用される。7号線で使用されていた車両はCBTC導入の影響ですべて6号線へ転属している。
なお、両車ともに2026年から後継車両への置き換えが予定されている。